# Hamiltonformalisme
Het hamiltonformalisme is een herformulering van de klassieke mechanica die in 1833 door de Ierse wiskundige William Rowan Hamilton is opgesteld.
Het hamiltonformalisme is ontstaan uit de lagrangiaanse mechanica, een eerdere herformulering van de klassieke mechanica, die in 1788 werd geïntroduceerd door Joseph-Louis Lagrange. Doordat het hamiltonformalisme gebruikmaakt van symplectische ruimten kan het worden geformuleerd zonder een beroep te doen op de lagrangiaanse mechanica. Een belangrijk verschil tussen het hamiltonformalisme en de
lagrangiaanse methode is dat voor een systeem met {\displaystyle n} vrijheidsgraden de lagrangiaanse methode tweede-orde differentiaalrestricties formuleert op een {\displaystyle n}-dimensionale coördinatenruimte (of configuratieruimte), en het hamiltonformalisme eerste-orde restricties op een {\displaystyle 2n}-dimensionale faseruimte
Naast het theoretische belang voor de klassieke mechanica is het hamiltonformalisme van groot belang geweest bij de ontwikkeling van de kwantummechanica. Verder bestaat er ook zoiets als hamiltoniaanse optica, waarin gebruikgemaakt wordt van een analogie van driedimensionale banen van puntmassa's en de loop van lichtstralen in de geometrische optica.
De ten behoeve van dit formalisme gedefinieerde grootheid hamiltoniaan {\displaystyle H} is in veel gevallen gelijk aan de totale energie {\displaystyle T+V}, terwijl de lagrangiaan gelijk is aan {\displaystyle T-V} (waarin {\displaystyle T} de kinetische energie en {\displaystyle V} de potentiële energie is). Het hamiltonformalisme heeft vooral zijn waarde bewezen in mechanismesystemen waarin {\displaystyle H} expliciet onafhankelijk van de tijd is.

## Afleiding uit het lagrangeformalisme
De toestand van een tijdafhankelijk systeem met {\displaystyle n} vrijheidsgraden wordt vastgelegd door een stel gegeneraliseerde coördinaten {\displaystyle q_{1},q_{2},\ldots ,q_{n}}, die per definitie onderling onafhankelijk zijn, en de bijbehorende gegeneraliseerde snelheden {\displaystyle {\dot {q}}_{1},{\dot {q}}_{2},\ldots ,{\dot {q}}_{n}}, die ook onderling en van de plaatscoördinaten onafhankelijke grootheden zijn. Tijdsafgeleiden van deze en andere natuurkundige grootheden worden volgens een conventionele notatie met een punt boven het symbool ervan aangegeven in plaats van de differentiaaloperator {\displaystyle \mathrm {d} /\mathrm {d} t} als dat de overzichtelijkheid ten goede komt.
In het lagrangeformalisme wordt het gedrag van het systeem beschreven door de lagrangiaan {\displaystyle L(q_{1},\ldots ,q_{n},{\dot {q}}_{1},\ldots ,{\dot {q}}_{n},t)}, die de bewegingsvergelijkingen bepaalt als de euler-lagrange-vergelijkingen:
{\displaystyle {\frac {\mathrm {d} }{\mathrm {d} t}}\left({\frac {\partial L}{\partial {\dot {q}}_{i}}}\right)-{\frac {\partial L}{\partial q_{i}}}=0\quad (i=1,2,\ldots ,n)} (i)
Dit is een tweede-orde-differentiaalvergelijking. Door invoering van de hamiltoniaan of hamiltonfunctie {\displaystyle H}, die de legendre-transformatie naar {\displaystyle {\dot {q}}_{1},{\dot {q}}_{2},\ldots ,{\dot {q}}_{n}} is van de lagrangiaan, wordt de differentiaalvergelijking omgezet in een stelsel van twee eerste-orde-differentiaalvergelijkingen, wat de bedoeling is van het hamiltonformalisme. Omdat {\displaystyle L} strikt convex is, volgt voor de hamiltoniaan:
{\displaystyle H=L^{*}=\sum _{i=1}^{n}{\dot {q}}_{i}{\frac {\partial L}{\partial {\dot {q}}_{i}}}-L}
Voor elke gegeneraliseerde coördinaat {\displaystyle q_{i}} is de bijbehorende gegeneraliseerde impuls:
{\displaystyle p_{i}={\frac {\partial L}{\partial {\dot {q}}_{i}}}}
zodat:
{\displaystyle H(q_{1},\ldots ,q_{n},p_{1},\ldots ,p_{n},t)=\sum _{i=1}^{n}{\dot {q}}_{i}p_{i}-L(q_{1},\ldots ,q_{n},{\dot {q}}_{1},\ldots ,{\dot {q}}_{n},t)}
Ook is dan:
{\displaystyle {\dot {p}}_{i}={\frac {\partial L}{\partial q_{i}}}}
De partiële afgeleiden van {\displaystyle H} geven dan 
{\displaystyle {\dot {q}}_{i}={\frac {\partial H}{\partial p_{i}}},\qquad {\dot {p}}_{i}=-{\frac {\partial H}{\partial q_{i}}}\qquad (i=1,2,\ldots ,n)}
de zogenaamde vergelijkingen van Hamilton, ook wel de canonieke bewegingsvergelijkingen genoemd, en voor de tijdsafgeleide van {\displaystyle H}:
{\displaystyle {\frac {\partial H}{\partial t}}=-{\frac {\partial L}{\partial t}}}
In een conservatief systeem, waarin geen kinetische of potentiële energie verloren gaat aan wrijving, is:
{\displaystyle {\frac {\partial H}{\partial t}}=0}
In dat geval is {\displaystyle H} een bewegingsconstant van het systeem.

## Generalisatie
De symplectische meetkunde bestudeert symplectische variëteiten, dit zijn al dan niet gekromde ruimten waarin de bewegingsvergelijkingen in de meetkundige structuur vervat liggen. De coördinaten in de omgeving van een punt van een dergelijke ruimte vormen een combinatie van de plaatscoördinaten {\displaystyle q_{i}} en de impulscoördinaten {\displaystyle p_{i}}.

## Voetnoten
1. ↑  (en)  LaValle, Steven M., , Hamiltonian mechanics hfdst §13.4.4, Planning Algorithms, Cambridge University Press, ISBN 978-0-521-86205-9, 2006.